# IC 3668
IC 3668 је дио галаксије (напримјер сјајан HII регион) у сазвјежђу Ловачки пси која се налази на листи објеката дубоког неба у Индекс каталогу.
Деклинација објекта је + 41° 7' 33" а ректасцензија 12h 41m 32,7s.